# Габбер
Габбер (нидерл. gabber, с нидерл. — «Чувак», «приятель») — жанр электронной музыки и поджанр хардкор-техно.
Экспериментируя над техно и нью-бит в начале 1990-х годов, роттердамские музыкальные продюсеры получили новый жанр музыки, который сейчас известен как габбер. Специфическое звучание габбера было создано продюсерами из Роттердама как реакция на хаус сцену Амстердама, которая считалась «показной». Хотя техно-треки из Marc Acardipane во Франкфурте были очень похожи на стиль из Роттердама, но популярность этой музыки в Нидерландах сделала Роттердам родиной габбера. Суть звучания габбера — это искаженный семпл басового барабана, перегруженный до точки, где он обрезается в искаженную прямоугольную волну и создает узнаваемый мелодичный тон.
Чаще всего использовался Roland Alpha Juno или драм-машина TR-909. В габбере можно услышать тексты с использованием ненормативной лексики на тему насилия и наркотиков.
Габбер слушали во многих странах, включая Нидерланды, Бельгию, Швейцарию, Германию, Австрию, Италию и Россию. В середине 2000-х годов габбер стал менее популярным, чем новый хардстайл. После падения популярности в течение многих лет, в 2002 году вновь появился на дискотеках Нидерландов в новой форме, звук стал более темным и индустриальным.
Жанр остается популярным и по сей день в Нидерландах. Изначально движение появилось, как андерграундное, бунтарское и нигилистическое, последователи которого устраивали нелегальные рейвы в заброшенных домах и гаражах, впоследствии стало популярным во многих странах Европы благодаря крупнейшему рейву Thunderdome.

## История
Жанр появился благодаря экспериментированию и миксованию эйсид-хауса, нью-бит и техно в начале 1990-х годов. Происхождение жанра связывают с голландским диджеем и продюсером Полом Элстаком, выпускавшим одни из первых релизов в жанре на своём лейбле Rotterdam Records, основанном в 1992 году. Коммерческая организация ID&T помогла сделать габбер популярным, организовав вечеринки (особенно фестиваль Thunderdome) и продажи тематических товаров.
Gabber с амстердамского жаргона значит «чувак», «друг», «дружище». Жанр получил свое название от статьи, в которой Amsterdam DJ K.C. Funkaholic спросили, как он чувствовал себя в хардкор хаус сцене Роттердама. Он ответил: «Это всего лишь кучка габберов, которые веселятся». DJ Paul Elstak из Роттердама прочитал эту статью и на первом альбоме Euromasters (выпущенном на лейбле Rotterdam Records в 1992 году) выгравировал на виниле «Gabber zijn is geen schande!». Переводится как «Не стыдись быть габбером!».

## Стиль звучания
Габбер характеризуется звучанием басового барабана. Это происходит от нормального синтезированного барабана и излишнего перегруза. Это приводит к ряду эффектов: спектр частот увеличивается, тем самым достигая более громкого, более агрессивного звука. Он также изменяет амплитуду звука, увеличивая сустейн.
Отдельной особенностью является скорость данного жанра. Количество ударов в минуту варьируется от 160 до 220.

## Заблуждения
В начале 1990-х годов габбер набирал популярность среди неофашистов на дискотеках Нидерландов, Германии, Италии и США. Однако, основная часть фанатов жанра не относятся к вышеупомянутым фашистским группам и большинство продюсеров записывали музыку с текстом, где выступали против расизма. «United Gabbers Against Racism and Fascism» — один из слоганов Mokum Records, амстердамского габбер-хардкор лейбла. К сведению, многие габбер музыканты не европейского происхождения, например: The Viper, The Darkraver, Gizmo, Nexes и др.